# Mortonagrion arthuri
Mortonagrion arthuri – gatunek ważki z rodziny łątkowatych (Coenagrionidae).